# Морской козёл
Морской козёл (англ. Sea goat) — водное мифическое существо — гибрид, описываемый как наполовину козёл, наполовину рыба.
Как художественные изображения созвездия Козерога так и его знак зодиака обычно рисовались в виде морского козла. Такая традиция восходит к Месопотамии бронзового века, вавилоняне использовали образ морского козла в качестве одного из символов бога Энки.

## В греческой мифологии
Греческая интерпретация морского козла перенята от символа из Вавилонской астрологии. В попытке объяснить появление созвездия Козерога в системе древнегреческой мифологии использовались два мифа. Первый объясняет, что созвездие — это Амальтея, коза, воспитавшая Зевса. В благодарность за заботу о нём в детстве Зевс помещает её среди звёзд. Второй миф рассказывает, что морской козёл — это видоизменённый бог дикой природы Пан. В одной из различных трактовок мифа упоминается, что, в ходе битвы с чудовищным Тифоном, чудище вырывает сухожилия с рук и ног Зевса, похищает их и прячет в пещере, поставив в качестве охраны драконицу Дельфину. С помощью Гермеса Пану удаётся выкрасть сухожилия из пещеры и восстановить конечности Зевсу. В конечном счёте Зевс одерживает верх и одолевает чудовище, а в награду за оказанную помощь Зевс помещает Пана на небо в образе морского козла (см. Козерог). Другое мифическое существо, Эгипан — также иногда изображался в греческом искусстве в виде морского козла.

## В еврейских источниках
В еврейской мифологии также упоминаются морские козлы. Одна из историй гласит, что однажды все морские существа должны были отдать себя в жертву чудовищу Левиафану. В другом сказании моряк встречает морского козла, находясь далеко в море. Он читает фразу, вырезанную на рогах существа, которая переводится так: «Я маленькое морское животное, но я преодолел триста фарсангов, чтобы отдать себя в пищу Левиафану».

## Галерея

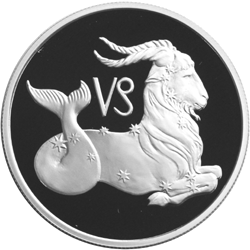
Российская монета с изображением морского козла как символа знака зодиака
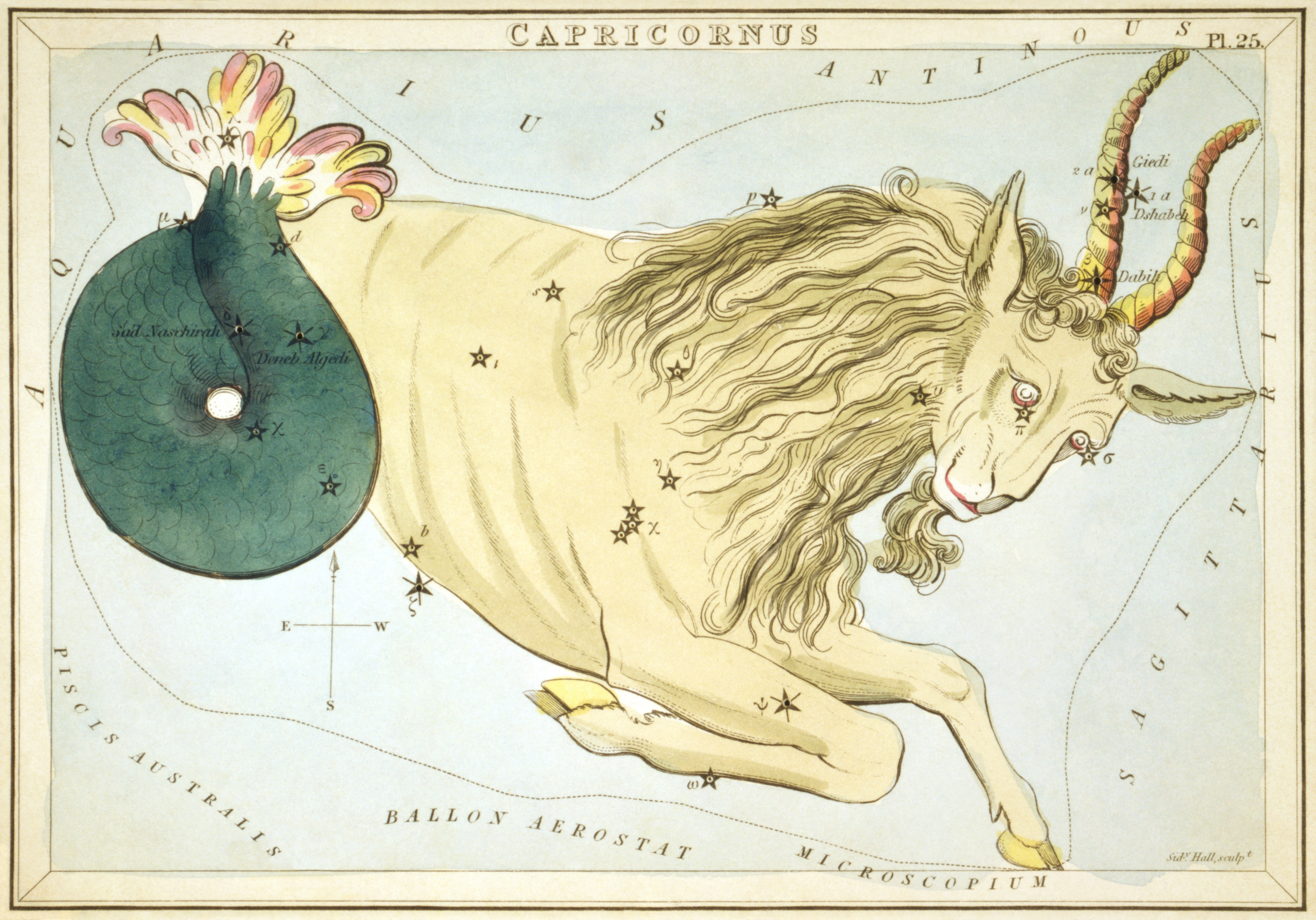
Изображение морского козла, ассоциируемое с одноимённым созвездием из Зеркала Урании
Морской козёл (Козерог), иллюстрация Иоганна Байера для одного из атласов. 1603 г.